# Nguyễn Thị Doan
Nguyễn Thị Doan (ur. 11 stycznia 1951 w Xã Chân Lý) – wietnamska polityk, członek Komitetu Centralnego Komunistycznej Partii Wietnamu. W latach 1976–1979 studiowała ekonomię na Vietnam University of Commerce. Do partii komunistycznej wstąpiła 11 lipca 1981. 25 lipca 2007 roku została wybrana przez Zgromadzenie Narodowe na urząd wiceprezydent Wietnamu.